# Simonyi Dezső
Simonyi Dezső, Schwarz (Budapest, 1892. augusztus 9. – 1926 után) színész.

## Pályafutása
Apja, Schwarz Lipót ügyvéd volt, anyja Schwarz Regina. Rákosi Szidi színésziskoláját látogatta, majd 1912-ben Kecskeméten kapta első szerepét: Brissardt, a Luxemburg grófja c. operettben. Itt Mariházy Miklós volt az igazgatója, aki mint bonvivánt és énekes színészt szerződtette. Innen a Blaha Lujza Színház szerződtette, játszott a Margitszigeti Színházban, a Scalaban stb. Schwarz családi nevét 1909-ben Simonyira változtatta. Az első világháború idején katonai szolgálatot teljesített. 1922-től külföldön működött.
1926. április 26-án Budapesten kötött házasságot Molnár Kató (Müller Katalin Hermina) színésznővel, aki született 1893. június 11-én, Temesvárott. 1914-ben kezdte a pályát, Makón, a Svihákok c. operettben. Igazgatói voltak: Nádassy József, Kiss Árpád, Szabados László. Nagyobb szerepe volt a Csárdáskirálynőben, Stambul rózsájában, a Kis királyban, Antóniában, a János vitézben, a Névtelen asszonyban stb. Mint operettprimadonna, később hősnő, ismert nevet szerzett vidéki pályafutása alatt.